# تهرانی‌ها (کتاب)
تهرانی‌ها رمانی‌ست نوشته امیرحسین خورشیدفر که در سال ۱۳۹۶ از سوی نشر مرکز منتشر شده است.

## درباره داستان
تهرانی‌ها، برخلاف عنوانش، خالی از بازنمایی شاخصه‌های شهری تهران است و نسبتی با مولفه‌های رمان شهری ندارد. این رمان درواقع به افکار و احوال چند تن از مدرنیست‌های جوان و بی‌نام و نشان تهران در هنرهای مختلف می‌پردازد و  زوایای پنهان ذهن و فکر این هنرمندان منزوی را می‌کاود. داستان، در یک صبح زمستانی، در تهرانِ دهه ۷۰ آغاز می‌شود. شخصیت اصلی رمان، نقاش جوانی به نام شاپور صبری‌ست که در صف سینما با دختری به نام پوران شعاع آشنا می‌شود. رابطه پوران و شاپور، افتان و خیزان، تا انتهای رمان ادامه دارد و به موازات آن، داستان شخصیت‌های دیگر رمان نیز روایت می‌شود. ماجراهایی که نه محدود به تهران است و نه دهه ۷۰.  «رحمت حق‌وردی» انیماتوری که در مونیخ درس می‌خواند و به امید ساختن انیمیشنی بر اساس منطق‌الطیر عطار به ایران بازمی‌گردد. «بیک رادشم» سرپرست یک گروه موسیقی راک در دهه ۴۰، که برای اجرای کنسرت به آبادان می‌رود و ناخواسته پایش به ماجراهای سیاسی باز می‌شود. کریستین، مهندس فرانسوی، برای طراحی دوربین‌های شهری به تهران می‌آید و ... همه این داستان‌ها در کنار هم پیش می‌روند، گاهی در هم می‌آمیزند و پیکره اصلی تهرانی‌ها را می‌سازند.

## انتشار کتاب
این کتاب یازده سال پس از مجموعه داستان موفق زندگی مطابق خواسته تو پیش می‌رود و تقریباً همزمان با دومین مجموعه داستان نویسنده، شرط‌بندی روی اسب مسابقه، منتشر شد و در مدت زمان کوتاهی به چاپ سوم رسید. شخصیت «شاپور صبری» در هر دو کتاب تهرانی‌ها و شرطبندی... حضور دارد. 